# Tapoa I
Tapoa I, né vers 1772 à Bora Bora et mort en septembre 1812 à Tahiti, était le chef de l'île de Tahaa. Il fit partie en 1810 du contingent de chefs des îles Sous le vent, dont Tamatoa III de Raïatea, Mahine de Huahine et  Mai et Tefaaora de Bora Bora, venus à Eimeo (Moorea) apporter leur soutien au roi Pomare II afin de le réinstaller sur ses terres à Tahiti. Tapoa I était arrivé le 27 septembre 1810 à Eimeo. Le 25 septembre 1812, alors qu'il était à Tahiti, Pomare II annonça dans une lettre adressée aux missionnaires à Eimeo que Tapoa I était sur le point de mourir. Avant de partir à Eimeo, il avait laissé pour lui succéder à Tahaa, un petit-fils nommé Pomare, le futur Tapoa II. Ce dernier fut confié au chef Fenuapeho qui assura sa régence. Pomare alias Tapoa II  épousa vers 1822, la reine Pomare IV.